# Sysojewo (Mari El)
Sysojewo (ros. Сысоево) – wieś (dieriewnia) w Rosji, w Mari El, w rejonie mari-tureckim. W 2010 liczyła 523 mieszkańców.